# 前沢明枝
前沢 明枝（まえざわ あきえ）は、日本の児童文学翻訳家、言語学者。
アメリカのウェスタンミシガン大学で英米児童文学、ミシガン大学大学院で言語学を学ぶ。帰国後は海外の絵本や児童文学の紹介・翻訳をし、絵本を題材に比較文化の研究を続ける。現在は早稲田大学、青山学院大学等で英語、翻訳、国際コミュニケーションなどを教える。『家出の日』(徳間書店)で産経児童出版文化賞入賞、第4回外国絵本翻訳コンクール優秀賞受賞。東京都在住。

## 経歴
東京生まれ。ウェスタンミシガン大学英文学科で学士号を取得、その後ミシガン大学大学院で言語学修士号を取得する。ウェスタンミシガン大学在学中、英米児童文学の授業で『Ira Sleeps Over』（『アイラのおとまり』）に出会う。子どものときにこの絵本を読んだクラスメートたちが、大人になってもアイラを愛してやまない様子を目の当たりにし、絵本の力をあらためて知る。帰国後、海外の絵本・児童書の紹介・翻訳にたずさわり、絵本を題材にした比較文化や翻訳論の研究をつづける。
著書・訳書は、ルース・S・ガネットの伝記『「エルマーのぼうけん」をかいた女性 ルース・S・ガネット』（福音館書店）を始め、絵本、児童書、および言語学関連の論文など多岐に渡る。
日本児童文学者協会、日本子どもの本研究会、絵本学会、日本国際児童図書評議会（JBBY）会員。日本国際児童図書評議会では理事を務めた。

## 受賞歴等

### 受賞歴
- 2002年 第49回 産経児童出版文化賞入賞『家出の日』キース・グレイ/作、コヨセ・ジュンジ/挿絵、徳間書店 [4]
- 第4回外国絵本翻訳コンクール優秀賞受賞。

### 課題図書
- 2003年 平成15年度 社会保障審議会児童福祉文化財 小学校高学年・中学生 推薦図書『バドの扉がひらくとき』クリストファー・ポール・カーティス/作、徳間書店 [5]
- 2003年 平成15年度 社会保障審議会児童福祉文化財 幼児・小学校低学年 推薦図書『ビバリーとしょかんへいく』アレクサンダー・スタッドラー/作、文化出版局 [6]
- 2004年 平成16年度 社会保障審議会児童福祉文化財 推薦図書『グースにあった日』キャリ・ベスト/文、ホリー・ミード/絵、福音館書店 [7]
- 2005年 平成17年度 社会保障審議会児童福祉文化財 幼児・小学校低学年 推薦図書『ダンスのすきなワニ』リチャード・ウェアリング/文、ホリー・スウェイン/絵、朔北社 [8]
- 2008年 平成20年度 静岡県 第26回 夏休み読書感想画コンクール推薦図書 中学年（3〜4年）の部 『ぼく、カギをのんじゃった！』ジャック・ギャントス/作、徳間書店 [9]
- 2011年 平成23年度 社会保障審議会児童福祉文化財 幼児 推薦図書『ちいさなタグボートポッポ』セバスチャン・ブラウン/作・絵、徳間書店 [10]
- 2011年 第44回夏休みの本「緑陰図書」小学校低学年『ピンクのれいぞうこ』ティム・イーガン/作・絵、ひさかたチャイルド [11]
- 2011年 第23回読書感想画中央コンクール指定図書 小学校低学年『ピンクのれいぞうこ』ティム・イーガン/作・絵、ひさかたチャイルド [12]
- 2013年 第25回読書感想画中央コンクール指定図書 小学校低学年 『いつも　みていた　ゆめをかなえた女の子ジェーン・グドール』ジャネット・ウィンター/作、福音館書店 [13]
- 2019年 第65回 青少年読書感想文岡山県コンクール 小学校高学年 指定図書『野生のロボット』ピーター・ブラウン/作・絵、福音館書店[14]
- 2020年 未来屋書店第4回えほん大賞 5位『ぼくだって とべるんだ』フィフィ・クオ/作・絵、ひさかたチャイルド [15]
- 2024年 第70回 青少年読書感想文全国コンクール 小学校低学年の部 課題図書『おちびさんじゃないよ』 マヤ・マイヤーズ/著、ヘウォン・ユン/絵、イマジネイション・プラス[16]

## 主な翻訳リスト

### 絵本
- 『モンスター・ストーム：あらしがきたぞ!』ジェニー・ウィリス/文、スーザン・バーレイ/絵、ほるぷ出版、1996.1、ISBN 4-593-50345-0
- 『あそびにきてね』バーナード・ロッジ/文、モーリーン・ロッフィ/絵、文化出版局、1996.6、ISBN 4-579-40360-6
- 『アイラのおとまり』バーナード・ウエーバー/作・絵、徳間書店、1997.7、ISBN 4-19-860740-0
- 『ねこがすき、くまがすき』キャロル・グリーン/文、アン・モーティマー/絵、徳間書店、1998.11、ISBN 4-19-860945-4
- 『かぜがふいたら』ルース・パーク/文、デボラ・ナイランド/絵、朔北社、1999.1、ISBN 4-931284-40-X
- 『にたものランド：よくみてよくみて』ジョーン・スタイナー/作、徳間書店、1999.12、ISBN 4-19-861123-8
- 『シンプキン』クエンティン・ブレイク/作、朔北社、1999.12、ISBN 4-931284-50-7
- 『ふとっちょねこ：デンマーク民話』ジャック・ケント/作、朔北社、2001.7、ISBN 4-931284-69-8
- 『ビバリーとしょかんへいく』アレクサンダー・スタッドラー/作、文化出版局、2003.6、ISBN 4-579-40423-8
- 『サンタクロースのしろいねこ』スー・ステイントン/文、アン・モーティマー/絵、徳間書店、2003.11、ISBN 4-19-861757-0
- 『グースにあった日』キャリ・ベスト/文、ホリー・ミード/絵、福音館書店、2003.11、ISBN 4-8340-1902-0
- 『いってらっしゃいおかえりなさい』クリスティーヌ・ルーミス/文、たかばやしまり/絵、朔北社、2004.2、ISBN 4-86085-005-X
- 『にたものランドのクリスマス：よくみてよくみて』ジョーン・スタイナー/作、徳間書店、2004.10、ISBN 4-19-861938-7
- 『ダンスのすきなワニ』リチャード・ウェアリング/文、ホリー・スウェイン/絵、朔北社、2004.11、ISBN 4-86085-019-X
- 『パイレーツ図鑑：歴史のなかの海賊たち』ジョン・マシューズ/著、岩崎書店、2006.7、ISBN 4-265-81017-9
- 『サムさんと10ぴきのひつじ』ミジ・ケリー/文、ラッセル・エイト/絵、朔北社、2008.3、ISBN 978-4-86085-067-8
- 『うさぎのボロリンどーこだ』ヘレン・クーパー/作、ひさかたチャイルド、2008.10、ISBN 978-4-89325-721-5

- ミスター・ベンのふしぎなぼうけん デビッド・マッキー/作、朔北社
  - 『ミスター・ベンとはいいろのかべ』2008.11、ISBN 978-4-86085-073-9
  - 『ミスター・ベンとあかいよろい』2008.11、ISBN 978-4-86085-072-2
  - 『ミスター・ベンとおおきなえもの』2009.7、ISBN 978-4-86085-074-6
  - 『ミスター・ベンとサーカスのなかまたち』2009.11、ISBN 978-4-86085-075-3

- 『アイラのおとまり』バーナード・ウェーバー/作・絵、ひさかたチャイルド、2009.7、ISBN 978-4-89325-740-6
- 『いつか空のうえで』アンドレア・ペトルリック・フセイノヴィッチ/作・絵、小学館、2009.7、ISBN 978-4-09-726327-2
- 『ちいさなタグボート ポッポ』セバスチャン・ブラウン/作・絵、徳間書店、2010.6、ISBN 978-4-19-862980-9
- いっしょにあそぼう! エマ・クエイ/作、アナ・ウォーカー/絵、ひさかたチャイルド
  - 『おうちをつくろう』2010.7、ISBN 978-4-89325-919-6
  - 『アイスクリームおいしいね』2010.8、ISBN 978-4-89325-920-2
  - 『みずたまりぴょん』2010.9、ISBN 978-4-89325-921-9

- 『ピンクのれいぞうこ』ティム・イーガン/作・絵、ひさかたチャイルド、2010.10、ISBN 978-4-89325-924-0
- 『クリスマスのこねこたち』スー・ステイントン/文、アン・モーティマー/絵、徳間書店、2011.9、ISBN 978-4-19-863259-5
- 『どうぶつびょういんおおいそがし』シャロン・レンタ/作・絵、岩崎書店、2011.9、ISBN 978-4-265-85018-1
- 『みっつのねがい：エストニアの昔話』	ピレット・ラウド/再話・絵、福音館書店	、2012.1、ISBN 978-4-8340-2702-0
- 『どうぶつしょうぼうたいだいかつやく』シャロン・レンタ/作・絵、岩崎書店、2012.6、ISBN 978-4-265-85023-5
- 『いつもみていた：ゆめをかなえた女の子 ジェーン・グドール』ジャネット・ウィンター/作、福音館書店、2012.10、ISBN 978-4-8340-2701-3
- 『ニューヨークぐるぐる：ドズワースの世界めぐり』ティム・イーガン/作・絵、ひさかたチャイルド、2013.1、ISBN 978-4-89325-973-8
- 『ほら、ぼくペンギンだよ』バレリー・ゴルバチョフ/作・絵、ひさかたチャイルド、2013.5、ISBN 978-4-89325-980-6
- 『どうぶつこうむてんこうじちゅう』シャロン・レンタ/作・絵、岩崎書店、2013.7、ISBN 978-4-265-85042-6
- 『ねこたちのてんごく』シンシア・ライラント/作・絵、ひさかたチャイルド、2013.11、ISBN 978-4-89325-998-1
- 『ピンクだいすき!』ピレット・ラウド/文・絵、福音館書店、2014.6、ISBN 978-4-8340-8107-7
- 『スケートにいこうよ』リン・ベリー/文、なかたひろえ/絵、ほるぷ出版、2014.12、ISBN 978-4-593-50567-8
- 『ARTIST to artist：未来の芸術家たちへ23人の絵本作家からの手紙』エリック・カール絵本美術館ほか/著、東京美術、2017、ISBN 978-4-8087-1054-5
- 『きかんしゃリトルはじめてのぼうけん』ティモシー・ナップマン/作、ベン・マントル/絵、ひさかたチャイルド、2018.1、ISBN 978-4-86549-125-8
- 『ねずみさんちのはじめてのクリスマス』キャラリン・ビーナー/文、マーク・ビーナー/絵、徳間書店、2018.11、ISBN 978-4-19-864730-8
- 『ぼくだってとべるんだ』フィフィ・クオ/作・絵、ひさかたチャイルド、2020.4、ISBN 978-4-86549-209-5
- 『きょうりゅうレディ さいしょの古生物学者 メアリー・アニング 』リンダ・スキアース/作、マルタ・アルバレス・ミゲンス/絵、出版ワークス、2021.6、ISBN 978-4-907108-76-2
- 『女王さまのワードローブ: イギリス国民に愛されつづける女王エリザベスの物語』ジュリア・ゴールディング/著・文、ケイト・ヒンドレー/絵、ＢＬ出版、2022.1、ISBN 978-4776410287
- 『おちびさんじゃないよ』 マヤ・マイヤーズ/著、ヘウォン・ユン/絵、イマジネイション・プラス、2023.2、ISBN 978-4909809445
- 『まほうのよるに : はじめてサンタのそりをひいたトナカイのおはなし』 マット・タバレス/作・絵、世界文化社、2023.10、ISBN 978-4418238385
- 『たべられちゃうの？　めんどりさん』 リチャード・ウェアリング/作、キャロライン・ジェイン・チャーチ/絵、ひさかたチャイルド、2024.9、ISBN 978-4865493351
- 『モリスくんとオレンジいろのドレス』 クリスティーン・バルダチーノ/作、イザベル・マランファン/絵 、世界文化社、2025.2、ISBN 978-4418258062
- 『さいこうののらねこ シルバー』 ケイト・クライス/作、M・サラ・クライス/絵 、BL出版、2025.3、ISBN 978-4776411604
- 『やせいのロボット: むじん島のロズ』 ピーター・ブラウン/作・絵、小学館、2025.6、ISBN 978-4097252931

### 読み物
- 『夏のねこ』ハワード・ノッツ/作・絵、徳間書店、2000.8、ISBN 4-19-861231-5
- 『家出の日』キース・グレイ/作、コヨセ・ジュンジ/挿絵、徳間書店、2001.8、ISBN 4-19-861403-2
- 『バドの扉がひらくとき』クリストファー・ポール・カーティス/作、徳間書店、2003.3、ISBN 4-19-861664-7、ニューベリー賞受賞作
- もう、ジョーイったら! ジャック・ギャントス/作、徳間書店
  - 『ぼく、カギをのんじゃった!』2007.8、ISBN 978-4-19-862384-5、全米図書賞最終候補作
  - 『父さんと、キャッチボール?』2009.9、ISBN 978-4-19-862819-2、ニューベリー賞最終候補作、全米図書館協会優良図書選定
- スパイ・ガール クリスティーヌ・ハリス/作、岩崎書店
  - 『スパイ・ガール　mission 1(Jを監視せよ)』2007.7、ISBN 978-4-265-06881-4
  - 『スパイ・ガール　mission 2(なぞのAを探せ)』2007.9、ISBN 978-4-265-06882-1
  - 『スパイ・ガール　mission 3(見えない敵を追え)』2007.11、ISBN 978-4-265-06883-8
  - 『スパイ・ガール　mission 4(破壊者を止めろ)』2008.1、ISBN 978-4-265-06884-5

- クレメンタイン サラ・ペニーパッカー/作、マーラ・フレイジー/絵、ほるぷ出版
  - 『どうなっちゃってるの!?クレメンタイン』2008.5、ISBN 978-4-593-53451-7
  - 『なにをやるつもり!? クレメンタイン』2008.7、ISBN 978-4-593-53452-4
  - 『それはないよ!?クレメンタイン』2008.12、ISBN 978-4-593-53453-1

- 『スパイ・ドッグ : 天才スパイ犬、ララ誕生!』アンドリュー・コープ/作、百田文/絵、柴野理奈子/共訳、講談社(青い鳥文庫) 、2012.10、ISBN 978-4-06-285314-9
- 『野生のロボット』ピーター・ブラウン/作・絵、福音館書店、2018.11、ISBN 978-4-8340-8356-9
- 『帰れ 野生のロボット』ピーター・ブラウン/作・絵、福音館書店、2021.5、ISBN 978-4-8340-8521-1
- 『守れ 野生のロボット』ピーター・ブラウン/作・絵、福音館書店、2025.7、ISBN 978-4-8340-8800-7

### 点字図書
- 『家出の日』キース・グレイ/著、日本ライトハウス、2002

### 研究書等
- 『アメリカ児童文学の歴史：300年の出版文化史』レナード・S・マーカス/著、前沢明枝/監訳、おおつかのりこ、児玉敦子/共訳、原書房、2015、ISBN 978-4-562-05197-7
- 『色彩の魔術師 エリック・カールの絵本とアート』 ペンギン・ランダムハウス/編集、偕成社、2025.1、ISBN   978-4030166707

## 主な著書リスト

### 読み物
- 『「エルマーのぼうけん」をかいた女性ルース・S・ガネット』福音館書店、2015.11、ISBN 978-4-8340-8193-0

### 点字図書
- 『「エルマーのぼうけん」をかいた女性ルース・S・ガネット』日本ライトハウス、2016

### 雑誌掲載等
- 月刊 母の友 福音館書店 
  - 「『エルマーのぼうけん』が生まれるまで：評伝 ルース・S・ガネット 」
    - no.1 通号707 2012-04 p.38-41
    - no.2 通号708 2012-05 p.34-37
    - no.3 通号709 2012-06 p.38-41
    - no.4 通号710 2012-07 p.38-41
    - no.5 通号711 2012-08 p.94-97
    - no.6 通号712 2012-09 p.38-41
    - no.7 通号713 2012-10 p.38-41
    - no.8 通号715 2012-12 p.38-41
    - no.9 通号716 2013-01 p.38-41
    - no.10 通号717 2013-02 p.38-41
    - no.11 通号718 2013-03 p.38-41

  - 「ガネットさんと過ごした十日間：「『エルマーのぼうけん』が生まれるまで：評伝ルース・S・ガネット」の連載を終えて」通号719、2013-04、p.30-33

- 月刊 こどもの本 日本児童図書出版協会 
  - 「私の新刊 [ジャック・ギャントス作 前沢明枝訳]『父さんと、キャッチボール?』」35(12)(通号 419)、2009-12 p.5
  - 「翻訳家に教わる 世界の子どもの本(11)アメリカの児童書出版事情」39(11)(通号 474)、2013-11、p.10-11
  - 「私の新刊 服が語るエリザベス女王の生き方[『女王さまのワードローブ』」48(2)=（通号 589）、2022-2 p.5

- 絵本bookend 絵本学会機関誌編集委員会 
  - 「編集者座談会 翻訳絵本の魅力と課題」黒住恵子、愛宕裕子、前沢明枝、申明浩、2016、p.102-111
  - 「絵本の翻訳：バーナード・ウェーバー『アイラのおとまり』その他の作品に学ぶ（特集 絵本の教科書：作品で学ぶ絵本論）」2018、p.58-61

- 隔月刊 こどもの本だより 徳間書店 
  - 「著者と話そう（インタビュー）」第9巻54号(pp. 6-7) 2003年
  - 「私と子どもの本〈日だまりの記憶〉」『子どもの本だより』徳間書店 第10巻57号(p. 4) 2003年

- あのね ― 福音館だより 福音館書店 
  - 「グースが教えてくれたこと」134号(p. 1) 2003年
  - 「魔法の絵葉書」234号（p. 1）2012年
  - 「インタビューの裏側」278号（p. 1）2015年

- 月間 子どもの本棚 日本子どもの本研究会 
  - 「絵本のメッセージ」2015年6月号No. 560（p. 1巻頭エッセイ)
  - 「災禍」2020年8月号No. 622（p. 1巻頭エッセイ）
  - 「閉会講演 異文化を超えて : 物語を子どもたちに伝えるために (特集 第53回 日本子どもの本研究会 全国大会 未来をひらく子どもの本 : これまでのあり方を見つめ、新たな一歩を)」2022年2月号No. 640（p. 30-33）

### 研究書・論文等
- 情報文化研究会 情報文化論  [17]
  - 「絵本翻訳の社会言語学的分析」（通号1）、1997、p.9～28
  - 「語用論と絵本翻訳」（通号 3）、1999、p.55～69

- 青葉学園短期大学紀要 青葉学園短期大学編 
  - 「絵本を利用したコミュニケーション教育の試み」(28)、2003、p.97～106
  - 「青葉学園短期大学英語授業における副教材としての絵本導入の試み」(29)、2004、p.75～82

- 「言葉とイメージ ― 「おやゆびひめ」のイメージ」「ことばとイメージ展」カタログ（武蔵野美術大学） 2005
- 「おやゆびひめとThumbelina--絵本に見る文化的差異と普遍性」絵本学：絵本学会研究紀要、絵本学会『絵本学』編集委員会 編 (9)、2007、p.41～52
- 「児童文学の視点から」（第33回東日本外来小児科研究会 発達障害シンポジウム 2014.10.12）日本外来小児科学会、外来小児科 18(1): 126-126, 2015.[18]
- 「子どもの読書を考える事典」海外における子どもの本の作りかた（執筆者）、朝倉書店、2023.5、ISBN 978-4254680263